# ラインメタル

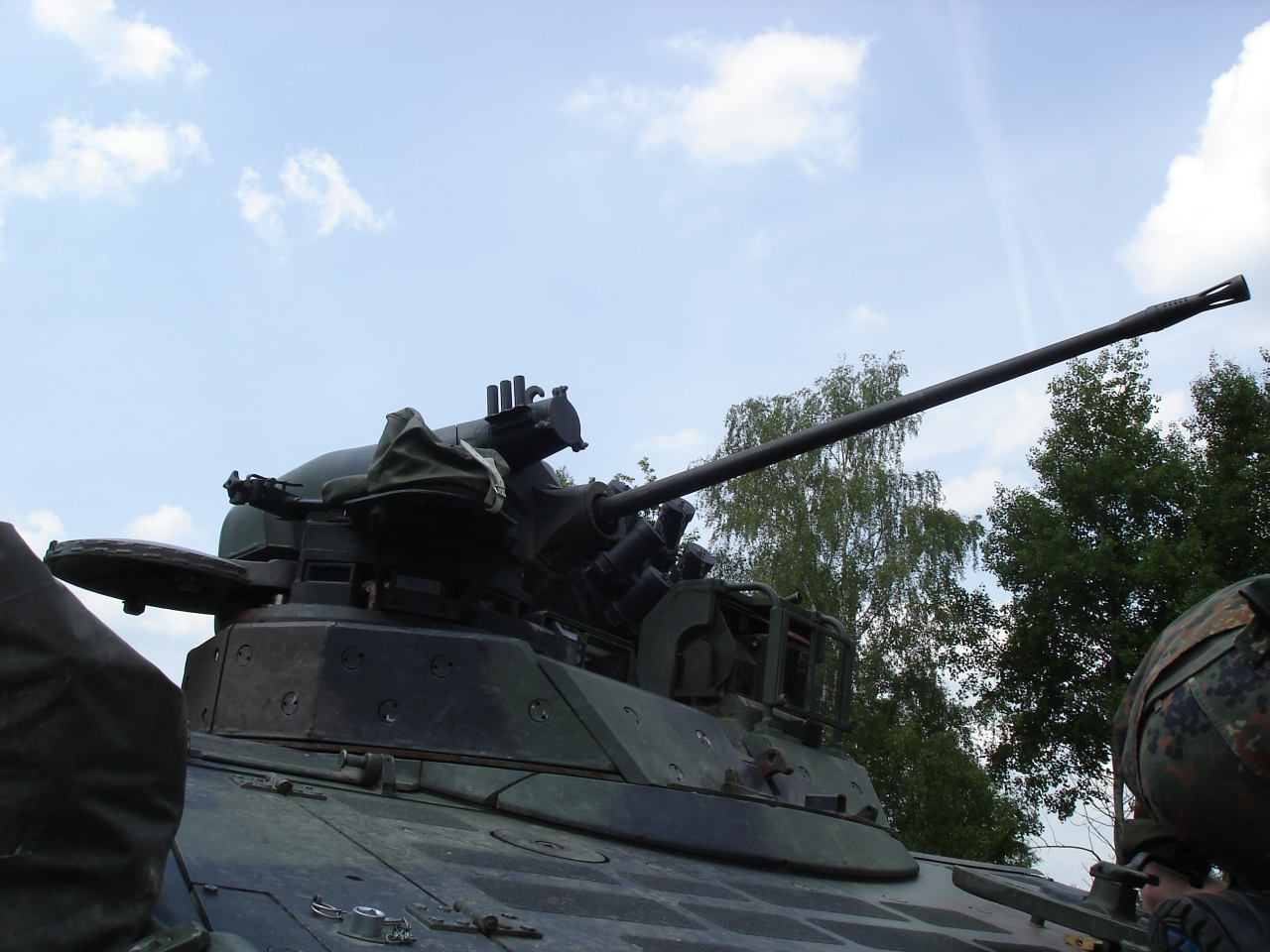
マルダー歩兵戦闘車に搭載されたMK 20 Rh 202

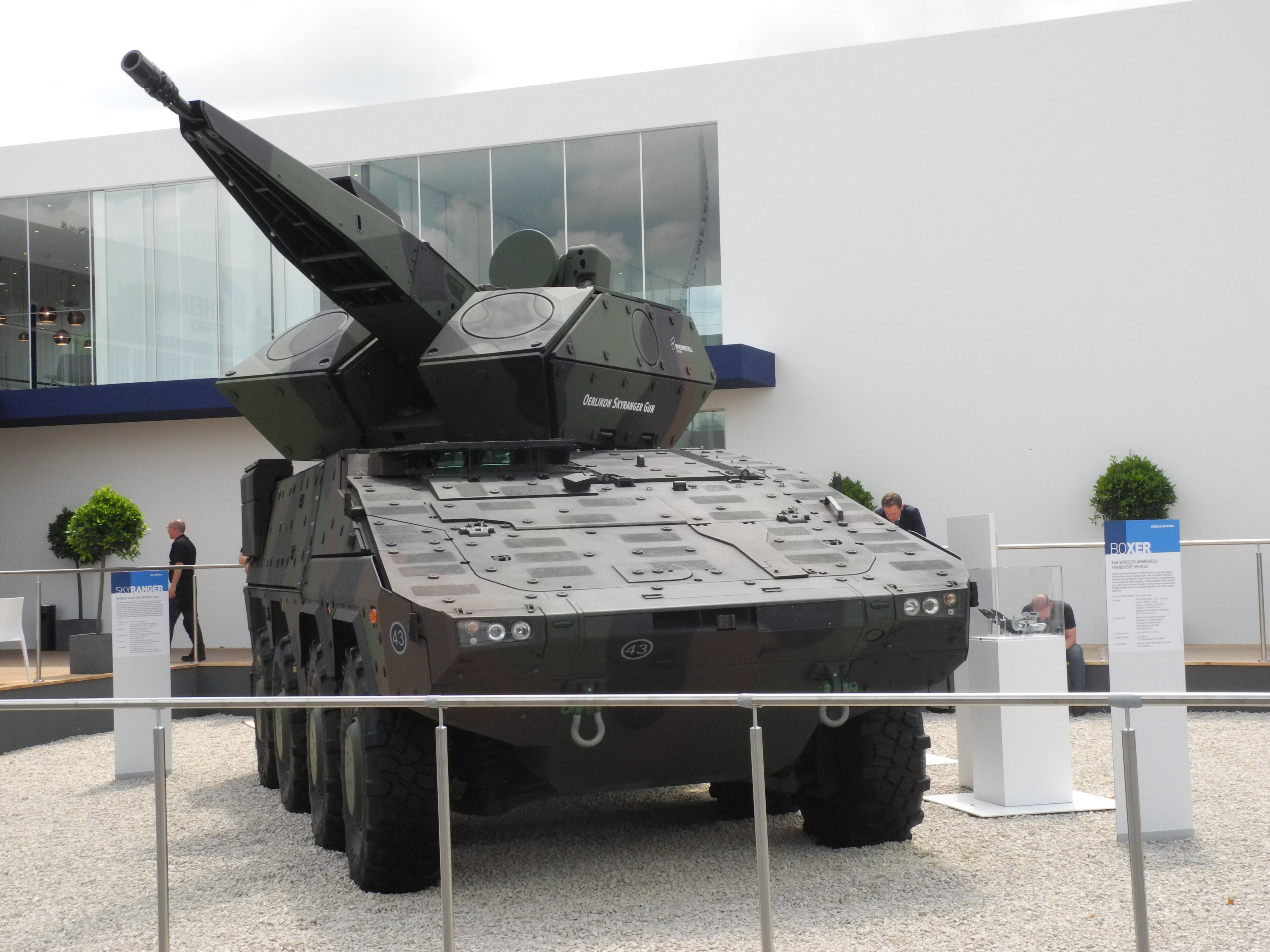
ボクサーを車台とするスカイレンジャー35自走対空砲

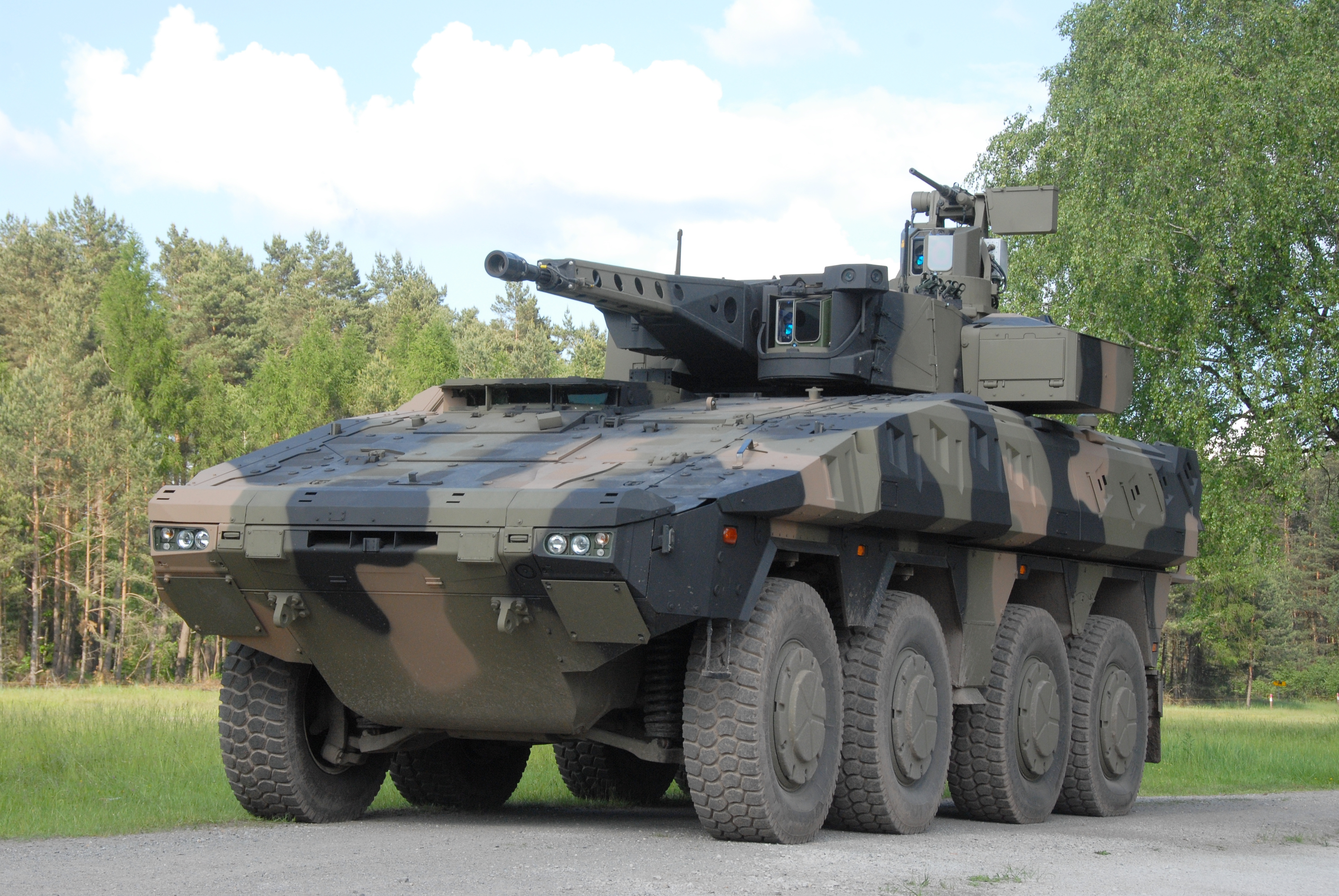
オーストラリア軍向けボクサーCRV。LANCE砲塔にWOTAN30mm機関砲、MELLS対戦車ミサイル装備

ラインメタル（ドイツ語: Rheinmetall AG）は、ドイツ連邦共和国デュッセルドルフに本社を置き、軍需・防衛および自動車部品の2つの事業を柱とするエンジニアリング・グループである。フランクフルト証券取引所上場企業（FWB: RHM）。

## 概要
1889年、ハインリヒ・エアハルト（de:Heinrich Ehrhardt）により「ライン金属製品・機械製造株式会社」（Rheinische Metallwaaren und Maschinenfabrik Aktiengesellschaft）としてデュッセルドルフで創業した。
特に火砲の開発・製造で知られ、同社製滑腔砲の120 mm L44はレオパルト2（西ドイツ後にドイツ連邦共和国）、M1エイブラムス（アメリカ合衆国）、90式戦車（日本）など西側諸国の代表的な第3世代主力戦車の標準装備となっている。
小火器においては、第二次世界大戦の際に開発されたベルト給弾式機関銃MG42の改良型で、非分離式リンクのまま7.62mm NATO弾仕様にしたMG1、後に北大西洋条約機構（NATO）標準の分離式リンクを使用できるMG3を生産している。このMG3はベルギーのFN MAGと並ぶ西側諸国の代表的な汎用機関銃であり、H&K G3アサルトライフル採用国を中心に採用され、多くの国でライセンス生産されている。
冷戦後、同じドイツのクラウス＝マッファイ・ヴェクマン（KMW）等との協業や、海外も含めた企業買収等により積極的にビジネスを拡大。重装甲戦闘車両まで手がける軍需コングロマリットへと成長した。

## 歴史
1889年のハインリヒ・エアハルトによる創業後、事業を拡大し続け、海外からの注文により大きく規模を拡大した。1906年にはデュッセルドルフの工場が拡張する。
第一次世界大戦が始まる1914年ころには8000人の労働者を抱え、ドイツ帝国における最大の軍需企業の一つとなった。終戦時には4万8000人を擁する規模にまで拡大し、同社を抱えるデュッセルドルフの規模も4倍にまで拡大していた。1919年、ヴェルサイユ条約によってドイツ帝国の敗戦が確定すると、同社も生産停止が命ぜられる。この時期は民生品へと切り替え、機関車やタイプライターを作っていた。
1921年には限定的ながら同社にて兵器の開発が再開される。ヴァイマル共和政期の1925年にはドイツ政府が株式の過半数を取得し、半ば国有会社となった。
1933年には機関車を生産していたボルジッヒ社を買収。1936年に両社は合併し「ラインメタル＝ボルジッヒ社（Rheinmetall-Borsig AG）」へと改称。第二次世界大戦中は多くの兵器を開発する。
1945年のドイツの敗戦後は、東ドイツのラインメタル＝ボルジッヒ社と、西ドイツのラインメタル＝ボルジッヒ社に分割。東ドイツ側は東ドイツ人民公社の下に置かれた後、幾度かの統合の際に改称・改組され、ラインメタル社・ボルジッヒ社いずれの名前もなくなった（改称後の会社は1992年に民営化して清算）。
西ドイツ側のラインメタル＝ボルジッヒ社は残ったが、商業活動の一切を禁止された。1950年に商業再開の許可が出された。この時、それぞれラインメタル・ベルリン社（Rheinmetall Berlin AG）とボルジッヒ社（Borsig AG）に分割。ただし軍装備品の開発は許可されず、ラインメタル・ベルリン社ではタイプライターやエレベーターといった民生品を多く作っていた。
1956年に、第二次世界大戦前にドイツ政府に取得されていた過半数の株式を引き継ぐ。この際ボルジッヒ社は売却され、残ったラインメタル・ベルリン社は「ラインメタル有限責任会社（Rheinmetall GmbH）」へと改称した。東西冷戦を背景に、同年より西ドイツは再軍備を開始してドイツ連邦軍の編成を開始。これに伴い同社では機関銃、機関砲、弾薬を製造を再開した。最初の製品はMG1だった。1964年からは重火器の開発を再開。1965年には120 mm L44の開発を開始して1975年に完了した。1979年にはレオパルト2戦車に搭載されている。またこの他にも1978年に榴弾砲FH70の生産も開始している。
1993年に銃器メーカーのモーゼル（マウザー）社を吸収合併した。
1996年には軍用のレーダーやセンサーを製造する企業であるSTN アトラス (STN Atlas) を買収し、1999年から2003年にかけて、スイスのエリコン社より兵器（機関砲）部門を買収した。2003年にSTN アトラスはラインメタル・デフェンス・エレクトロニクス (Rheinmetall Defence Electronics) とアトラス・エレクトロニクス (Atlas Elektronik)に分割された。売上では、軍需・防衛部門（Rheinmetall Defence）が半分強、自動車部品部門（Rheinmetall Automotive AG）が半分弱の割合となっている。軍需・防衛部門の中心はデュッセルドルフ、自動車部品部門の中心はバーデン＝ヴュルテンベルク州のネッカーズルムにある。ドイツ国外では子会社や代理業者を通じてイギリスやアメリカ合衆国、オーストラリアなど世界各地で製品を販売。軍需・防衛部門の売上の6割以上は国外輸出向けである。
2022年のロシアによるウクライナ侵攻以降、ドイツの防衛予算増額に伴い、生産増強のため積極投資にかじを切っている。2023年にはウクライナで兵器の修理工場を立ち上げ、1年以内に年数十万発の砲弾を製造する合弁工場も新設すると明らかにした。独北部ニーダーザクセン州の工場を増設し、12億ユーロ（約2000億円）で、年30万発の砲弾製造能力を持つスペインの防衛大手エクスパル・システムズを買収した。ウクライナ侵略前、ラインメタルの砲弾製造能力は年7万発にすぎなかったが、2024年末には6倍超の年45万発に達する見通し。1社だけで米国全体の製造能力（年43万発）を上回る規模になる。
2024年には、パペルガー最高経営責任者（CEO）暗殺をロシアが計画したと報じられ、翌2025年1月28日、NATOのアパトゥライ事務次長代理が欧州議会において、報道は事実で、欧州各国の防衛産業関係者を暗殺する計画の一環であると明かした。

## 製品
- 2 cm Flak 30
- 8.8 cm Flak 41
- 7.5 cm KwK 42 L/70
- カール自走臼砲
- ライントホター
- ラインボーテ
- ラインメタル 120 mm L44
- ラインメタル 120 mm L55
- ラインメタル LTA2（英語版）（アルゼンチンのTAM中戦車に採用）
- ラインメタルMG3
- ラインメタル 155 mm L52（PzH2000の主砲）
- ラインメタル MK 20 Rh 202
- ラインメタル（マウザー） RMK30（英語版）無反動機関砲
- エリコン KDシリーズ（エリコン・コントレイブスAG買収により1999年以降の生産・開発・保守を引き継ぐ）
- プーマ装甲歩兵戦闘車（KMWとの合弁によるPSMでの事業）
- スカイシールド防空システム（英語版）
- ボクサー装輪装甲車（KMWとオランダStork PWVとの3社合弁によるARTEC GmbHでの事業。Storkを子会社化したことでラインメタルの持分は67%）
- リンクス歩兵戦闘車（歩兵戦闘車のほか軽戦車型も含む装軌車ファミリー）
- ラインメタル 130 mm L51（ドイツ語版）（欧州次世代主力戦車MGCSにも採用予定）
- KF51 パンター（130mm砲搭載主力戦車）
- WOTAN機関砲（外部動力式機関砲シリーズ。30mmと35mmがラインナップ）
- LANCE砲塔（汎用砲塔モジュール）

試作品
- ラインメタル G3
- 7.62mm×39突撃銃